# Газюкін Юрій Сергійович
Юрій Сергійович Газюкін (нар. 26 серпня 1968) — радянський та український футболіст, захисник та півзахисник, згодом — тренер.

## Життєпис

### Початок кар'єри
Юрій Газюкін народився 26 серпня 1968 року. Вихованець запорізького «Металурга». Дебютував за головну команду запорожців у 1985 році, провівши 2 поєдинки в Першій лізі чемпіонату СРСР. Наступного року захищав кольори херсонського «Кристалу», в складі якого зіграв 10 матчів у Першій лізі. В 1989 році виїхав до Узбецької РСР, де став гравцем місцевого клубу |«Коканд», кольори якого захищав до 1990 року. В новій команді став стабільним гравцем основного складу, за цей час зіграв у 60 матчах команди в Другій лізі. 
У 1991 році повернувся в Україну, де став гравцем іншого друголігового клубу, запорізького «Торпедо». У Другій лізі радянського чемпіонату зіграв 37 матчів. У 1992 році «Торпедо» стартувало в українських футбольних змаганнях, отримавши право дебютувати у першому розіграші Вищої ліги чемпіонату України. Дебютував в українських футбольних змаганнях Юрій 23 лютого 1992 року в переможному (3:0) домашньому поєдинку 1/16 фіналу кубку України проти СК «Одеси». Гравець вийшов на поле на 75-й хвилині, замінивши Олександра Волкова. У Вищій лізі чемпіонату України Юрій дебютував 7 березня 1992 року в програному (0:2) виїзному поєдинку 1-го туру 1-ї підгрупи проти сімферопольської «Таврії». Газюкін вийшов на поле в стартовому складі, а на 78-й хвилині його замінив В'ячеслав Сидоркін. Загалом у тому сезоні зіграв у п'яти матчах чемпіонату України та двох поєдинках кубку країни.

### «Поліграфтехніка»
У 1992 році перейшов до складу олександрійської «Поліграфтехніки», яка того сезону дебютувала в Першій лізі чемпіонату України. Дебютував у футболці олександрійців 23 квітня 1992 року в переможному (1:0) виїзному поєдинку 11-го туру підгрупи 1 першої ліги проти севастопольської «Чайки». Юрій вийшов у стартовому складі та відіграв увесь матч. Дебютним голом у футболці «поліграфів» відзначився 17 листопада 1992 року на 88-й хвилині переможного (2:0) домашнього поєдинку 22-го туру першої ліги чемпіонату України проти миколаївського «Евісу». Газюкін вийшов на поле на 87-й хвилині, замінивши Станіслава Боровського. Протягом свого перебування в Олександрії в чемпіонатах України зіграв 162 матчі та відзначився двома голами, ще 9 поєдинків зіграв у кубку України. У сезоні 1994/95 років провів 2 поєдинки в аматорському фарм-клубі «поліграфів» «Поліграфтехніка-Кристал» (Олександрія).

### «Металург», вояж до Білорусі та завершення кар'єри
У 1997 році Юрій перейшов до складу донецького «Металурга». Дебютував у складі донецького клубу 24 березня 1997 року в програному (2:3) домашньому поєдинку 26-го туру першої ліги проти чернівецької «Буковини». Газюкін вийшов на поле в стартовому складі, а на 46-й хвилині його замінив Ігор Петров. У футболці «Металургів» зіграв 11 матчів.
Того ж року виїхав до Білорусі, де підписав контракт із представником Вищої ліги «Трансмаш» (Могильов). У складі білоруської команди зіграв 3 матчі в чемпіонаті Білорусі та 1 поєдинок у національному кубку. По закінченні сезону завершив кар'єру професіонального футболіста.

## Кар'єра тренера
У 2003 року повернувся до «Коканда», у складі якого виступав ще наприкінці існування СРСР, але тепер уже як тренер.

## Досягнення
- Перша ліга України
  -  Чемпіон (1): 1996/97
  -  Бронзовий призер (2): 1992 (підгрупа 1), 1993/94